# Рітгайм (Ааргау)
Рітгайм (нім. Rietheim AG) — колишня громада  в Швейцарії в кантоні Ааргау, округ Цурцах. 2022 року громади Бад-Цурцах, Бальдінген, Бобікон, Віслікофен, Кайзерштуль, Рекінген, Рітгайм і Рюмікон об'єдналися в громаду Цурцах.

## Географія
Громада розташована на відстані близько 100 км на північний схід від Берна, 30 км на північний схід від Аарау. Рітгайм має площу 3,9 км², з яких на 8,4% дозволяється будівництво (житлове та будівництво доріг), 46,3% використовуються в сільськогосподарських цілях, 39,6% зайнято лісами, 5,6% не є продуктивними (річки, льодовики або гори).

## Демографія
2019 року в громаді мешкало 717 осіб (-0,8% порівняно з 2010 роком), іноземців було 35,7%. Густота населення становила 183 осіб/км².
За віковим діапазоном населення розподілялося таким чином: 19,5% — особи молодші 20 років, 65,4% — особи у віці 20—64 років, 15,1% — особи у віці 65 років та старші. Було 284 помешкань (у середньому 2,5 особи в помешканні).
Із загальної кількості 172 працюючих 17 було зайнятих в первинному секторі, 21 — в обробній промисловості, 134 — в галузі послуг.